# Saint-Cyr-du-Doret
Saint-Cyr-du-Doret är en kommun i departementet Charente-Maritime i regionen Nouvelle-Aquitaine i västra Frankrike. Kommunen ligger  i kantonen Courçon som ligger i arrondissementet La Rochelle. År 2022 hade Saint-Cyr-du-Doret 683 invånare.

## Befolkningsutveckling
Antalet invånare i kommunen Saint-Cyr-du-Doret
Referens:INSEE